# Ruan Lingyu

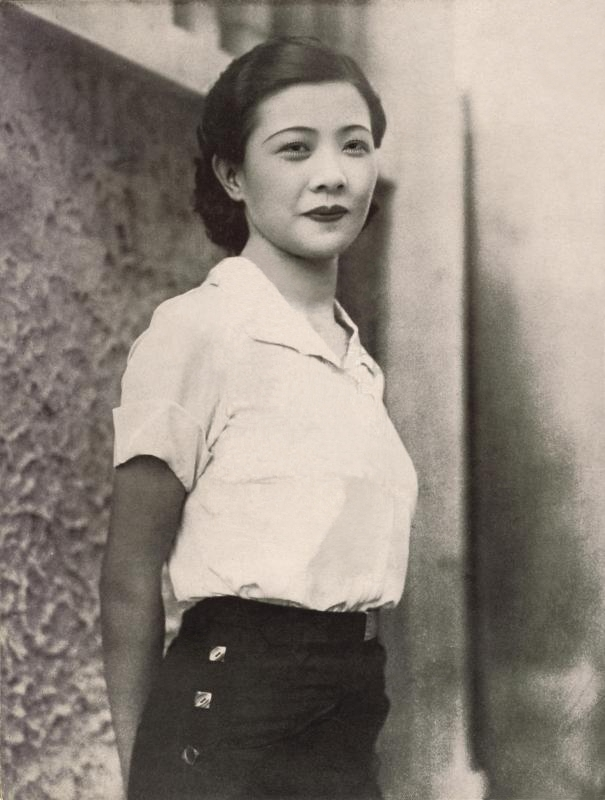
Ruan Lingyu, 1935

Ruan Lingyu (chinesisch 阮玲玉, Pinyin Ruǎn Língyù, Jyutping Jyun5*2 Ling4juk6*2; * 26. April 1910 in Shanghai; † 8. März 1935 ebenda) gilt als eine der bekanntesten chinesischen Schauspielerinnen ihrer Zeit. Sie spielte in 29 Stummfilmen.

## Leben

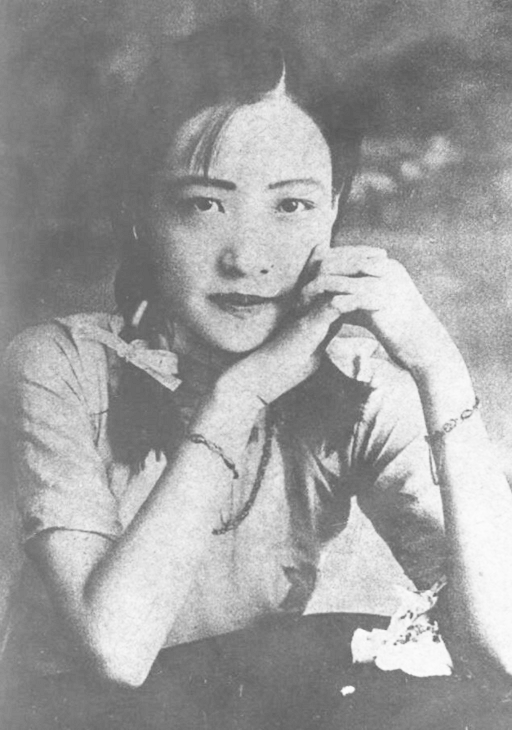
Ruan Lingyu

Als Ruan Fenggeng dreht Ruan im Alter von 16 Jahren ihren ersten Spielfilm für die damals bekannte Mingxing-Filmgesellschaft.
Insgesamt spielte sie in 29 Stummfilmen und debütierte 1927, im Alter von 16 Jahren, ohne zuvor Schauspielunterricht gehabt zu haben. Ihr Durchbruch kam 1930 mit Spring Dream of an Old Capital (oder Reminiscences of Beijing), ihrer ersten größeren Rolle für die Lianhua-Filmgesellschaft.
Nach 1931 drehte sie eine Reihe von Filmen mit Regisseuren dieser Filmgesellschaft. Mit ihren Rollen in dem Melodram Love and Duty und in Three Modern Women (1932), beide von Regisseur Bu Wancang, begann sie ihre Zusammenarbeit mit links orientierten Regisseuren. In Xiao Wanyi (Little Toys, 1933), einem Film von Sun Yu, spielte Ruan eine Spielzeugmacherin. Ihr nächster Film Shen nü – Die Göttliche (1934; Regie: Wu Yonggang) wird oft als Höhepunkt des chinesischen Stummfilms gepriesen. In ihm spielt Ruan Lingyu eine alleinerziehende Prostituierte. Später im selben Jahr drehte sie mit New Women einen ihrer letzten Filme. In diesem Film von Regisseur Cai Chusheng stellte sie eine gebildete Frau dar, die von der Gesellschaft in den Tod getrieben wird. Dieser Fall ist an die Geschichte der Schauspielerin Ai Xia angelehnt, die im Jahr zuvor Suizid begangen hatte.
Aufgrund von massiven Protesten durch Boulevardzeitungen, die auf eine unschmeichelhafte Darstellung des Genres in New Women reagierten, war der Regisseur gezwungen, weitreichende Schnitte in dem Film vorzunehmen. Ihr Privatleben wurde erbarmungslos durchleuchtet und ihr andauernder Rechtsstreit mit ihrem ersten Ehemann war eine Quelle für die Klatschspalten. Damit und mit erheblichen privaten Problemen konfrontiert, nahm sich Ruan Lingyu durch eine Überdosis Barbiturate am 8. März 1935, etwa einen Monat vor ihrem 25. Geburtstag, in Shanghai das Leben. Berichten zufolge war der ihre Beerdigung begleitende Trauerzug drei Meilen lang und drei Frauen haben dabei Suizid begangen. Der bedeutende chinesischen Intellektuelle Lu Xun war von den Umständen um Ruan Lingyus Tod betroffen und schrieb einen Essay, der das Verhalten der Boulevardblätter verurteilte.
Viele der Filme mit Ruan Lingyu sind heute verschollen oder verstümmelt. Eine vollständige Fassung des verloren geglaubten Filmes Love and Duty wurde in den 1990er-Jahren in Uruguay entdeckt.
Der Regisseur Stanley Kwan drehte 1992 unter dem Titel Ruan Lingyu einen Film über Ruans Leben. Sie wurde darin von Maggie Cheung verkörpert.

## Filmografie (Auswahl)
- 1927: Guaming de fuqi (The Wedding Husband)
- 1928: Bayun Ta (White Cloud Pagoda)
- 1929: Zi sha he tong – Kurzfilm
- 1929: Jie hou gu hong (劫後孤鴻)
- 1929: Qingyu bao jian (Warning for the Lovers)
- 1930: Yecao xianhua (Wild Flowers by the Road)
- 1931: Lian'ai yu yiwu (Love and Duty)
- 1931: Taohua qi xue ji (Peach Blossom Bleeds Tears of Blood)
- 1931: Yi jian mei (A Spray of Plum Blossoms)
- 1932: Xu gudu chunmeng (Another Dream of the Ancient Capital, auch The Strength of the People)
- 1933: San ge modeng nüxing (Three Modern Women)
- 1933: Xiao wanyi (Little Toys)
- 1934: Guilai (Coming Home)
- 1934: Xin nüxing (New Women)
- 1934: Shen nü – Die Göttliche (The Goddess)
- 1935: Guofeng (National Customs)

Quelle: Chinese Movie Database, Hong Kong Movie Database